# Футбольный матч «Барселона» — «Пари Сен-Жермен» (2017)
Футбольный матч «Барселона» — «Пари Сен-Жермен» (также известен как Ла Ремонтада) — ответный матч 1/8 финала Лиги чемпионов УЕФА 2016/2017, прошедший 8 марта 2017 года на домашнем стадионе «Барселоны» «Камп Ноу». Каталонская команда успешно провела групповой этап и вышла из группы C с первого места, набрав 15 очков. На первой стадии плей-офф соперником «Барселоны» стал французский «Пари Сен-Жермен», закончивший групповой этап на втором месте. Первый матч этих двух клубов завершился разгромной победой ПСЖ со счётом 0:4.
«Пари Сен-Жермен» являлся явным фаворитом на выход в четвертьфинал, однако в ответной встрече «сине-гранатовые» сумели отыграть 4 мяча и пройти дальше по сумме двух матчей. Этот камбэк позже был назван самым крупным в истории Лиги чемпионов. Лучшим игроком матча стал игрок «Барселоны» Неймар.

## Предыстория
Последняя встреча «Барселоны» и «ПСЖ» состоялась также в рамках Лиги чемпионов. В сезоне 2014/15 «Барса» пересеклась с парижским клубом в четвертьфинале и выбила его. В том сезоне «Барселона» оформила второй в своей истории требл. Также у «сине-гранатовых» с того сезона сохранилось трио нападения, состоявшее из Лионеля Месси, Луиса Суареса и Неймара (однако летом 2017 года Неймар перейдёт в «ПСЖ» за рекордные 222 миллиона евро).

### Матчи «Барселоны» (группа C)
«Барселона» вышла с первого места из группы C, в которой также играли «Манчестер Сити», «Боруссия (Мёнхенгладбах)» и «Селтик». Групповой этап для «Барсы» начался с разгрома — в первом туре команда переиграла «Селтик» со счётом 7:0. Месси отметился хет-триком, Суарес — дублем, Неймар и Иньеста забили по одному голу. В третьем туре случилась домашняя игра «Барселоны» и «Манчестера Сити». Благодаря хет-трику Месси, а также голу Неймара «каталонцы» неожиданно всухую разгромили «Манчестер». На семнадцатой минуте Месси, обведя игроков обороны и уйдя от голкипера Клаудио Браво, забил первый мяч. На шестьдесят первой минуте Месси дальним ударом забил ещё один гол и оформил дубль. Спустя восемь минут аргентинский форвард оформил хет-трик и сделал счёт разгромным. В самой концовке Неймар не реализовал пенальти, однако спустя пару минут сумел забить четвёртый мяч для клуба. В последнем туре «Барса» также разгромно обыграла мёнхенгладбахскую «Боруссию». Хет-триком, а также одной голевой передачей отметился Арда Туран.  
| Квалификация в 1/8 финала Лиги чемпионов |
| Квалификация в 1/16 финала Лиги Европы   |

| 1 | Барселона              |     | 4:0 | 4:0 | 7:0 | 6 | 5 | 0 | 1 | 20-4  | +16 | 15 |
| 2 | Манчестер Сити         | 3:1 |     | 4:0 | 1:1 | 6 | 2 | 3 | 1 | 12-10 | +2  | 9  |
| 3 | Боруссия Мёнхенгладбах | 1:2 | 1:1 |     | 1:1 | 6 | 1 | 2 | 3 | 5-12  | -7  | 5  |
| 4 | Селтик                 | 0:2 | 3:3 | 0:2 |     | 6 | 0 | 3 | 3 | 5-16  | -11 | 3  |

### Матчи «ПСЖ» (группа A)
«Пари Сен-Жермен» прошёл групповой этап без разгромных побед. Команда попала в группу A, где находились «Лудогорец» и «Базель», а также лондонский «Арсенал». В первом туре французская команда сыграла против «Арсенала», счёт открыл Эдинсон Кавани уже на сорок второй секунде. Во втором тайме «канониры» отыгрались. Матч завершился со счётом 1:1. В гостевой игре против лондонского клуба также не выявили победителя. В остальных играх группового этапа «ПСЖ» три раза выиграл и лишь однажды сыграл вничью.
| 1 | Арсенал   |     | 2:2 | 6:0 | 2:0 | 6 | 4 | 2 | 0 | 18-6 | +12 | 14 |
| 2 | ПСЖ       | 1:1 |     | 2:2 | 3:0 | 6 | 3 | 3 | 0 | 13-7 | +6  | 12 |
| 3 | Лудогорец | 2:3 | 1:3 |     | 0:0 | 6 | 0 | 3 | 3 | 6-15 | -9  | 3  |
| 4 | Базель    | 1:4 | 1:2 | 1:1 |     | 6 | 0 | 2 | 4 | 3-12 | -9  | 2  |

### Первый матч: «ПСЖ» — «Барселона»
14 февраля 2017 года состоялся первый матч «Барсы» и «ПСЖ». «Парижане» разгромили соперников, забив им 4 безответных мяча. На девятнадцатой минуте Анхель Ди Мария забил гол со штрафного удара. В концовке первого тайма Юлиан Дракслер сделал счёт 2:0. На пятьдесят пятой минуте Ди Мария забил третий гол дальним ударом. Четвёртый мяч отправил в сетку Кавани.

## Ход матча
Главным судьёй ответного матча стал немецкий рефери Дениз Айтекин. «Барселона», тренером которой тогда являлся Луис Энрике, вышла на матч с атакующей расстановкой 3-4-3. Игроками нападения стали Неймар, Суарес и Рафинья. Месси взял на себя роль атакующего полузащитника. Унаи Эмери, главный тренер «ПСЖ», выставил свою команду на игру по схеме 4-5-1. На острие атаки вышел Эдинсон Кавани, являвшийся одним из лучших бомбардиров сезона.

### Первый тайм
«Пари Сен-Жермен» играл на удержание разгромного счёта, поэтому по ходу всего второго матча доминировали «сине-гранатовые». «Барселона» забила первый мяч уже на третьей минуте — Суарес, находясь во вратарской зоне, ударом головой поразил ворота Кевина Траппа. На пятой минуте Айтекин показал первую карточку в матче — Блез Матюиди получил жёлтую за стык с Самюэлем Умтити. Спустя девять минут «Барселона» заработала опасный штрафной удар после умышленного фола Юлиана Дракслера, однако не реализовала его. На сороковой минуте Левен Кюрзава в попытке выбить мяч срезал его в свои ворота, счёт стал 2:0.

### Второй тайм
Второй тайм начался с атаки «ПСЖ». Дракслер прошёл в штрафную, однако мяч был выбит из его ног. На сорок восьмой минуте Айтекин поставил пенальти в ворота «ПСЖ» после того, как Тома Мёнье в падении столкнул Неймара в штрафной, одиннадцатиметровый был реализован Месси. Позднее Эдинсон Кавани имел шанс для того, чтобы отличиться в матче, однако мяч после его удара попал в штангу. На шестьдесят второй минуте Кавани удалось забить гол и увеличить преимущество «Парижа». Через 20 минут вышедший на замену Анхель Ди Мария мог забить ещё один мяч для «парижан», но его удар во время выхода один на один стал неточным.
Для выхода в четвертьфинал «Барсе» оставалось забить ещё три гола. На восемьдесят седьмой минуте Неймар заработал для своей команды штрафной удар, а затем реализовал его. На девяностой минуте «Барселона» заработала второй пенальти — Маркиньос подтолкнул Суареса в штрафной площади. Дениз Айтекин показал Маркиньосу жёлтую карточку, которая стала для него второй. Пенальти стал бить Неймар. Он пробил в правую часть ворот и забил пятый мяч для «Барселоны». На пятой компенсированной минуте Сержи Роберто получил мяч в штрафной площадке после навеса Неймара и в падении забил шестой гол.

## Детали матча
| 8 марта 2017 1/8 финала | Барселона                                                                             | 6:1 (6:5 по сумме двух матчей) | Пари Сен-Жермен | Барселона                                                            |
| 22:45 (МСК) | - Суарес 3′ - Кюрзава 40′ (авт.) - Месси 50′ (пен.) - Неймар 88′, 90′ - Роберто 90+5′ |                                | Кавани 62′      | Стадион: «Камп Ноу» Зрителей: 96 290 Судья: Дениз Айтекин (Германия) |
| Барселона: Марк-Андре Тер Штеген, Хавьер Маскерано, Самюэль Умтити, Жерар Пике, Андрес Иньеста (Арда Туран, 65'), Серхио Бускетс, Иван Ракитич (Андре Гомеш, 84'), Лионель Месси, Неймар, Луис Суарес, Рафинья (Сержи Роберто, 76') Пари Сен-Жермен: Кевин Трапп, Левен Кюрзава, Тьяго Силва, Маркиньос, Тома Мёнье (Гжегож Крыховяк, 90'+3'), Юлиан Дракслер (Серж Орье, 75'), Блез Матюиди, Адриен Рабьо, Марко Верратти, Лукас Моура (Анхель Ди Мария, 55'), Эдинсон Кавани |                                                                                       |                                |                 |                                                                      |

## Статистика
| Критерии           | «Барселона» | «Пари Сен-Жермен» |
| ------------------ | ----------- | ----------------- |
| Голы               | 6           | 1                 |
| Владение мячом     | 65%         | 35%               |
| Удары (в створ)    | 17 (7)      | 7 (3)             |
| Попадания в штангу | 0           | 1                 |
| Угловые            | 6           | 4                 |
| Офсайды            | 3           | 5                 |
| Жёлтые карточки    | 5           | 5                 |
| Красные карточки   | 0           | 0                 |

## После матча
В четвертьфинале «Барселона» встретилась с «Ювентусом». Первый матч был вновь разгромно проигран со счётом 3:0. В ответном матче команды сыграли нулевую ничью. По сумме двух матчей каталонский клуб вылетел. «Ювентус» дошёл до финала, где проиграл «Реалу».

## Реакция
Матч был назван «одним из величайших камбэков в истории футбола» многочисленными изданиями, включая The Guardian, Dailymail и The Sun. «Барселона» стала первой командой в истории Лиги чемпионов, отыгравшей 4 мяча за ответную встречу.
Это спорт для безумных людей. <...> Те, кто был на «Камп Ноу» этой ночью, запомнят это на всю оставшуюся жизнь. Это уникальный спорт. На 41-й минуте второго тайма ты проигрываешь 3:1, но команда продолжает верить. А дальше ты видишь то, что случается. <...> Если есть что-то, что может определить эту победу, то это вера. Вера игроков, вера публики. Обычно фанаты уходят с «Камп Ноу» за десять минут до конца матча, но этой ночью они остались даже после того, как матч завершился. Тем, кто ушли раньше, я приношу извинения, но они пропустили великое шоу. Мы вернулись в игру на последних минутах, как и должно достигаться эпическое возвращение.Луис Энрике на пресс-конференции после матча, 
Иногда чудеса случаются. В основном, когда ты упорствуешь до конца. Я думаю, это жизненный урок, и теперь мы можем наслаждаться этим. Многие хотели закопать нас до нашего времени [славы]. Однажды это поколение «Барсы» окончательно уйдёт. Но, тем временем, мы продолжаем бороться. Мы уже в четвертьфинале, и это было целью...Жерар Пике после матча, 
Слово «Ремонтада» (исп. La Remontada, дословно — «возвращение») стало популярным термином в футбольном лексиконе Испании именно после ответного матча «Барселоны» и «Пари Сен-Жермен». В дальнейшем термин стал употребляться в отношении ко всему испанскому футболу. Слово «Ремонтада» противопоставляется англицизму «Камбэк» (англ. Come back). 
В феврале 2021 года матч победил в размещённом на официальном сайте «Барселоны» голосовании за звание «лучшего матча в истории».  

### Критика судейства
Работа судьи Дениза Айтекина на матче «Барселоны» и ПСЖ получила неудовлетворительную оценку в СМИ. Арбитр назначил два пенальти в ворота французской команды, а также проигнорировал падение Анхеля Ди Марии у ворот «Барселоны», что привело к спорам после матча. 13 марта стало известно, что руководство УЕФА приняло решение не подвергать наказанию Айтекина. 
Трудно избавиться от мысли, что результат мог бы стать иным, если бы судейство было справедливым. В таких матчах нет места волнению. Все видели, что пенальти на Ди Марии был, а на Суаресе — нет. И если бы арбитр назначил пенальти за фол на Ди Марии, счет стал бы 3:2.Президент ПСЖ Нассер Аль-Хелаифи, 